# Hercules (1655)
La East Indiaman Hercules era una nave mercantile olandese,  andata persa per naufragio il 20 maggio 1661 nella nel porto di Galle, a Ceylon, dopo aver urtato una roccia sommersa vicino a Closenburg.

## Storia
La East Indiaman Hercules fu costruita a Zaandam nel 1655, per la Compagnia olandese delle Indie orientali. Si trattava di uno yacht appositamente costruito per percorrere le rotte regionali all'interno dell'Asia. In quello stesso anno salpò per l'Asia rimanendo in quella regione  fino a quando non andò persa sei anni dopo.
La mattina presto del 22 maggio 1661, una piccola flotta di quattro navi era pronta a salpare dalla baia di Galle, nello Sri Lanka, per raggiungere Batavia. Si trattava delle navi Elburg, Tholen, Angelier ed Hercules che stavano aspettavano da alcuni giorni il vento favorevole a prendere il largo. Quella mattina le condizioni sembravano essere favorevoli, e il più alto funzionario della VOC in città, il comandante IJsbrand Godske, doveva dare il segnale per la partenza delle navi. All'epoca altri due funzionari della Società, che ricoprivano una posizione superiore a Godsken, vale a dire Rijcklof van Goens e Adriaan van der Meijden, erano a Galle. Alle sei del mattino Godsken fece il giro per informare entrambi dell'imminente partenza delle navi. Il sovrintendente Van Goens approvò la decisione e Godsken poi si recò alla casa di Van der Meijden, il governatore di Ceylon, ma era ancora a letto e Godsken non poté parlargli. Per evitare di perdere tempo Godsken decise, in consultazione con l'ammiraglio Adrian Roothaes, di far salpare le quattro navi.
All'arrivo alla spiaggia fu chiarito alle navi che potevano alzare le ancore e che un pilota portuale le avrebbe portate al sicuro fuori dalla pericolosa baia di Galle. In quell'area vi erano diverse barriere coralline nascoste appena sotto la superficie dell'acqua, e le navi che entravano o uscivano dal porto dovevano avere un pilota portuale al timone.
  

Dopo che il flute Elburg e lo yacht Tholen erano stati condotti senza problemi fuori dalla baia, il pilota Bastiaen Andriesz tornò e si preparò a portare gli yacht Hercules e Angelier fuori dalla baia insieme. Un testimone oculare a bordo dell'Angelier  raccontò le fasi del naufragio: 
Dopo il disastro, il pilota venne interrogato e spiegò che il vento al traverso colpì la nave mentre stavano salpando l'ancora; nel panico che ne seguì, la fune dell'ancora si incastrò tra la nave e il timone, con un risultato catastrofico. L'intero carico andò perso: 1700 pacchetti di cannella fine e un carico di riso. La perdita dello Hercules  fu un duro colpo per la Verenigde OostIndische Compagnie, tanto che fu avviata una indagine interna per accertare l'esatta causa del disastro. Alla fine dell'indagine lo skipper 'Hercules fu ritenuto responsabile del danno e dovette pagare le spese.
Con il nuovo piano di sviluppo del porto di Galle si rese necessaria una Valutazione di Impatto Archeologico. Il Dipartimento di Archeologia condusse questa AIA (Archaeological Impact Assessment) con lo speciale aiuto del Western Australian Maritime Museum. Il compito venne svolto dal MAU e la baia di Galle è stata completamente rilevata utilizzando un sonar a scansione laterale e un magnetometro a protoni. I siti archeologici trovati durante il progetto del porto di Galle sono stati nuovamente esaminati e registrati. Sono stati registrati i confini esatti dei siti e i dettagli archeologici e ambientali. Il sito VOC Hercules (1661), indicato come Sito F nei piani di rilevamento del Galle Harbour Project (1998), è stato accuratamente rilevato e mappato nuovamente. In questo sito sono stati trovati cannoni di ferro, la campana della nave e pochi altri manufatti. Quattro nuovi cannoni sono stati trovati da questo sondaggio oltre ai 31 cannoni trovati proprio in questo sito durante il sondaggio del 1992. Tutti i cannoni sono stati numerati e tracciati su una mappa utilizzando un GPS. La maggior parte di loro sono stati trovati adagiati sulle rocce. Molte concrezioni e proiettili di cannone sono stati trovati vicino ad alcuni dei cannoni.
È stato effettuato un piccolo scavo di prova vicino al confine sud-ovest del sito, proprio sul bordo delle rocce.  La fossa di scavo è stata indagata vicino al grappolo di cannoni e ad alcune concrezioni con palle di cannone. L'obiettivo era quello di scoprire eventuali resti del relitto sotto gli strati di sabbia. Lo scavo è proseguito verso mare per pochi metri ma non sono state trovate parti in legno o resti oltre alle concrezioni.

### Fonti
1. ↑  van Duivenvoorde 2015, p. 144.
2. 1 2 3 4 5 6 7  Green, Parthesius 1997, p. 14.
3. ↑  Parthesius 2007, p. 137.
4. ↑  Maritimeasia.
5. ↑  Green, Parthesius 1997, p. 13.
6. 1 2 3 4 5 6 7 8 9  Parthesius 2007, p. 85.
7. 1 2 3 4 5 6 7 8 9 10 11 12 13  Maritime Archaeology Unit.
8. ↑  Green, Parthesius 1997, p. 8.
9. ↑  Green, Parthesius 1997, p. 6.